# Podul Kosinj
 Podul Kosinj (în croată Kosinjski most) este un pod de piatră lung de 70 de metri din regiunea Lika⁠(d) din Croația. 
Podul leagă localitățile Gornji Kosinj⁠(d) și Donji Kosinj⁠(d). El a fost proiectat în secolul al XIX-lea de către Milivoj Frković⁠(d) și a fost construit după vechea tehnică croată de construire a podurilor uklinjenjem kamena (tăiere în piatră). Podul este, de asemenea, unic prin arcurile de cerc care au funcția de dezintegrare a undelor de apă, care afectează podul. Nu numai ca acest design ajută la diminuarea impactului valurilor asupra podului, dar creează și cercuri simetrice în apă.
Construcția podului a început în anul 1929 și în 1936 el a fost deschis traficului. Lungimea podului este 70 de metri, inclusiv culeele, cu o deschidere de 5,50 metri între parapeții de piatră.

## Galerie de imagini

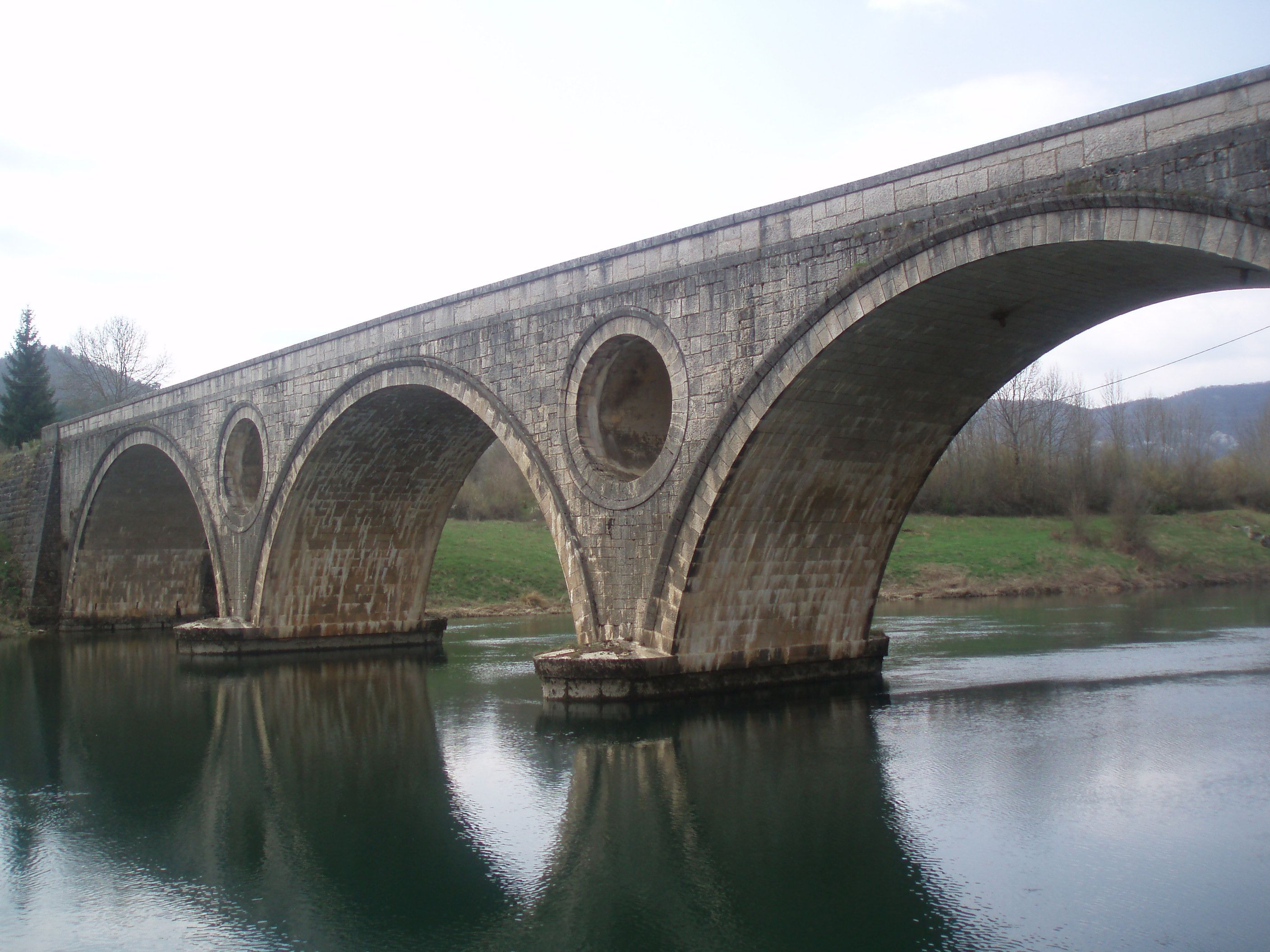
Podul Kosinj.
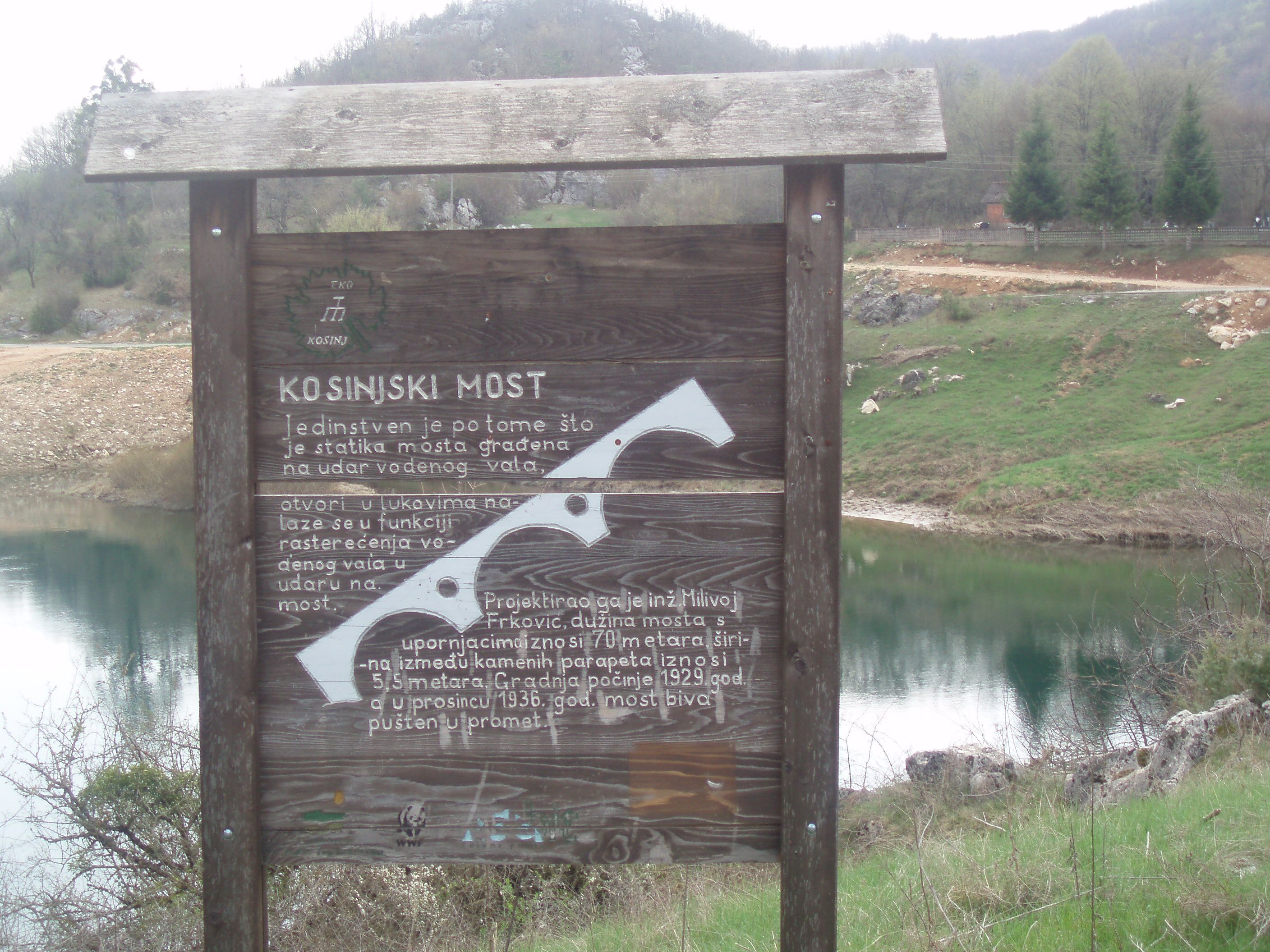
O scurtă istorie a podului pe un panou din Kosice.
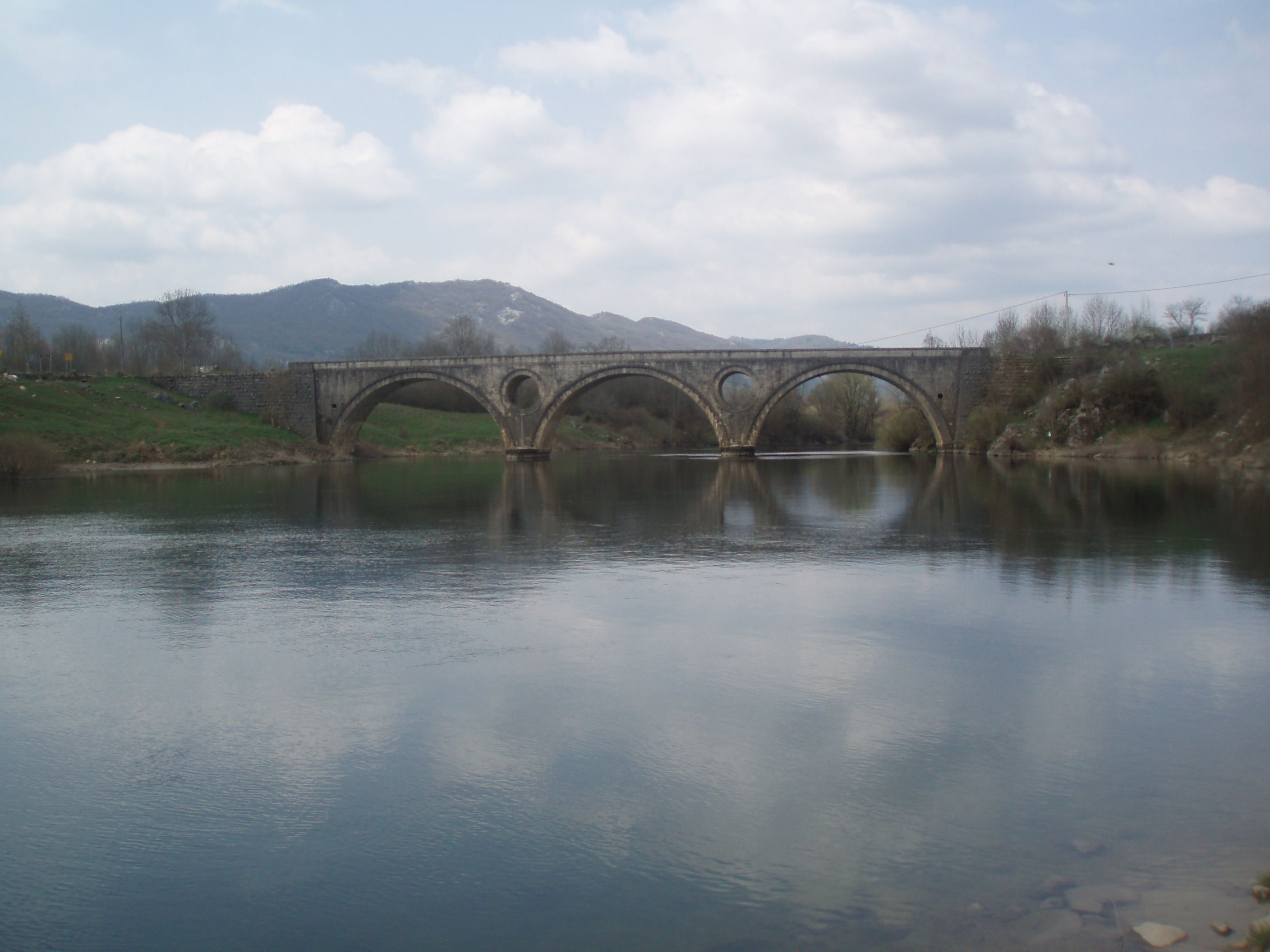
Vedere cu Podul Kosinj.
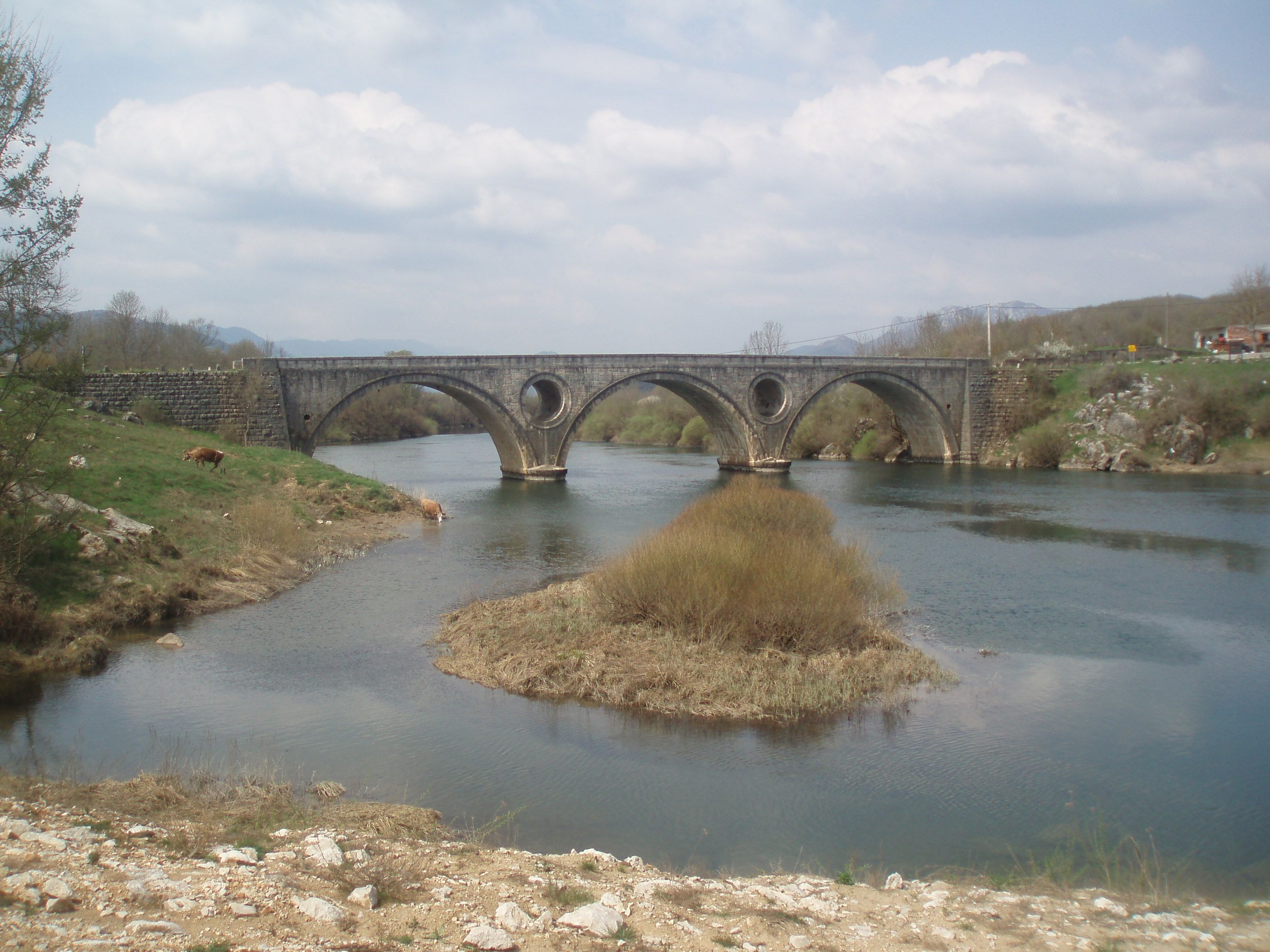
Râul Lika și podul.